# 제97회 아카데미상
제97회 아카데미상 시상식(97th Academy Awards)은 영화 예술 과학 아카데미(AMPAS)가 수여하는 것으로, 2025년 3월 2일 로스앤젤레스 할리우드의 돌비 극장에서 열렸다. 갈라에서 AMPAS는 2024년에 개봉된 영화를 기리는 23개 부문의 아카데미 시상식(일반적으로 오스카상이라고 함)을 수여했다. 이 시상식은 미국에서 ABC를 통해 방송되었고 훌루에서 처음으로 스트리밍되었다. 코미디언 코난 오브라이언이 처음으로 쇼를 진행했고, 라지 카푸르와 케이티 멀런이 이그제큐티브 프로듀서로 돌아왔다.
아노라는 최우수 작품상을 포함한 5개의 주요 상을 수상했다. 다른 수상작으로는 3개의 상을 수상한 브루탈리스트, 2개의 상을 수상한 듄: 파트 2, 에밀리아 페레즈, 위키드 (2024년 영화)가 있다. 그리고 콘클라베 (영화), 플로우 (2024년 영화), 나는 로봇이 아닙니다, 아임 스틸 히어, 사이프러스 그늘 아래, 노 어더 랜드, 온리 걸 인 더 오케스트라, 리얼 페인, 서브스턴스 (영화)가 각각 한 작품씩 나왔다. 이 방송은 미국에서 1,970만 명의 시청자를 모았다.